# Arun District
Arun District är ett distrikt (motsvarande kommun) i grevskapet West Sussex i England, Storbritannien. Distriktet har 166 366 invånare (2022). Större orter är Barnham, Bognor Regis, Littlehampton och Rustington. Distriktet är indelat i 30 civil parishes.